# Aya Furukawa
Pour les articles homonymes, voir Furukawa.
Aya Furukawa, née le 12 avril 1999 à Vancouver (Colombie Britannique), est une actrice canadienne.

## Filmographie

### Cinéma
- 2011 : La cabane dans les bois : une écolière japonaise
- 2021 : Happy Ever After : Miyuki

### Télévision
- 2019 : The Terror : Sachiko (2 épisodes)
- 2020–2021 : Les Baby-sitters : Janine Kishi (5 épisodes)
- 2021 : Brand New Cherry Flavor : une serveuse
- 2022 : The Midnight Club (2 épisodes)[1]
- 2023 : La Chute de la maison Usher (mini-série) : Tina[2]